# 鈴木省三 (畜産学者)
鈴木 省三（すずき しょうぞう、1924年（大正13年） - ）は、日本の畜産学者・農学者。専門は、畜産学・家畜管理学。農学博士。元帯広畜産大学学長。現在、帯広畜産大学名誉教授。

## 経歴
北海道生まれ。1947年（昭和22年）北海道帝国大学農学部卒。その後、北海道大学大学院農学研究科修了。1953年（昭和28年）同農学部助手。1957年（昭和32年）同農学部助教授。間もなく、帯広畜産大学畜産学部助教授。1962年（昭和37年）同畜産学部教授。1984年（昭和59年）帯広畜産大学7代学長に就任。1990年（平成2年）帯広畜産大学退官。同名誉教授。北里大学獣医学部客員教授（～1994年）。
1961年 北海道大学より農学博士の学位を取得。論文の題は「家兎におけるカルシュム燐出納に関する研究」。

## 著書
- 『乳牛の管理(酪農シリーズ3巻)』（明文書房, 1969年）
- 『酪農技術入門』（編著, 酪農事情社, 1981年）
- J.F.ハーニックほか共著・鈴木ほか共訳『家畜行動学用語辞典』（帯広畜産大学家畜管理学研究室, 1988年）